# Lotus 1-2-3
Lotus 1-2-3 war eine Tabellenkalkulationssoftware der Firma Lotus Development Corporation, heute ein Unternehmen von IBM. Das Programm wurde mit dem Werbespruch „rechnet schneller als Sie 1-2-3 sagen können“ beworben. Die offizielle Unterstützung des Programms durch den Hersteller IBM endete am 30. September 2014.

## Geschichte
Die erste Version für den IBM PC wurde am 6. Januar 1983 veröffentlicht. Sie lief unter DOS und trug damals wesentlich zum Erfolg des IBM PC bei. Die Zahlen „1-2-3“ stehen dabei für die Funktionalität der Software: 1. Berechnungen, 2. Diagramme und 3. Datenbank.
Anfangs orientierte sich das Programm noch an Visicalc, überholte dieses aber letztlich und stieg zum Marktführer bei den Tabellenkalkulationen auf. Mit 1-2-3 wurden erstmals Zellnamen und Zellbereiche eingeführt.
Mitte der 1980er Jahre war Lotus 1-2-3 R2 die dominierende Anwendung für Tabellenkalkulation auf IBM-PC-kompatiblen Computern. Der Nachfolger R3 war auch für OS/2 verfügbar und konnte unter DOS erweiterten Speicher nutzen. Auch Versionen für die UNIX-Derivate IBM AIX, HP-UX, Sun Solaris oder SCO UNIX waren erhältlich.
Als grafische Oberflächen auf dem PC populärer wurden, entstanden Versionen für OS/2 Presentation Manager und Windows, 1991 auch die Version 1.0 für den Macintosh. Gleichzeitig mit der Entwicklung von Windows 2.x wurde von Microsoft das Tabellenkalkulationsprogramm Microsoft Excel entwickelt und gemeinsam vorgestellt. Den damit verbundenen Entwicklungsvorsprung konnte Lotus nicht mehr einholen, verbunden mit der OEM-Politik von Microsoft wurde 1-2-3 dann durch Microsoft Excel als Standardprogramm abgelöst.
Der Konkurrent Borland entwickelte ebenfalls eine Tabellenkalkulation, die er in Anspielung auf Lotus’ 1-2-3 Quattro Pro (Quattro: italienisch für „4“) nannte.
Seit 2002 beschränkte sich die Weiterentwicklung jedoch auf kleinere Änderungen und Bugfixes. Zum 11. Juni 2013 kündigte die IBM das Produkt ab und stellte das Marketing dazu ein. Zum 1. Oktober 2014 wurde zusätzlich der Support beendet und das Produkt offiziell eingestellt.

### Versionen
Lotus 1-2-3 (DOS)
- Januar 1983: Release 1
- April 1983: Release 1A
- September 1985: Release 2
- Juli 1986: Release 2.01
- März 1989: Release 3
- 1989: Release 2.2
- März 1990: Release 3.1[4]
- Release 3.1+
- 1991: Release 2.3
- 1992: Release 2.4
- 1992: Release 3.4
- 1992: 1-2-3 for Home
- 16. Mai 1994: Release 4 for DOS

Lotus 1-2-3/U for Sun
- 1990: Release 1 (for SunOS 4.0)[5]

Lotus 1-2-3 for UNIX System V
- Juni 1990: Release 1 (SCO UNIX, SCO XENIX)

Lotus 1-2-3 for VAX/VMS
- 25. April 1990: Release 1

Lotus 1-2-3/M (MVS/XA und VM/SP5)
- März 1990: Release 1[6]

Lotus 1-2-3/G (OS/2)
- 27. März 1990: Release 1.0
- 1991: Release 1.1
- 1992: Release 2.0[7]
- 1994: Release 2.1

Lotus 1-2-3 (Windows)
- 1991: Release 1 for Windows
- Juni 1993: Release 4 for Windows
- 2. Februar 1994: Release 4 for Windows: Multimedia Edition
- 8. August 1994: Release 5 for Windows (SmartSuite 3.0 for Windows)
- 31. Mai 2002: Release 9.7.x for Windows (Millennium Edition)
- 14. Februar 2003: Release 9.8.x for Windows (Millennium Edition)

1-2-3 for Macintosh
- 1991: Release 1.0
- 1992: Release 1.1

## Dateiformat
Die mit 1-2-3 erstellten Dateien erhalten die Endung .123 (in älteren Versionen auch .wks (Version 1), .wk1, .wk2 (Version 2), .wj1, .wj2 (Japanische Version 2), .wk3 (Version 3), .wj3 (Japanische Version 3), .wk4 (Version 4), .wj4 (Japanische Version 4), .wk5 (Version 5)). Vorlagendateien (so genannte SmartMaster) haben die Dateiendung .12M.
Die Dateien heißen bei 1-2-3 Arbeitsmappen. Eine Arbeitsmappe kann mehrere Arbeitsblätter (Tabellen) enthalten. Ein Arbeitsblatt besteht aus 256 Spalten, die jeweils von A (=1) bis IV (=256) bezeichnet sind, und 65536 Zeilen (von 1 bis 65536 nummeriert). Somit stehen in einem Arbeitsblatt 16.777.216 Zellen zur Verfügung.
Das Dateiformat selbst ist proprietär und kann mit dem freien Officepaket LibreOffice gelesen und weiterverarbeitet werden. Mit 1-2-3 kann man jedoch viele Fremdformate (z. B. Microsoft Excel) lesen, bearbeiten und speichern.